# دن بیبی
دن بیبی (انگلیسی: Dan Bibby؛ زادهٔ ۶ فوریهٔ ۱۹۹۱) ورزشکار راگبی ۷ نفره اهل بریتانیا است.
وی در مسابقات کشوری و بین‌المللی در مجموع برندهٔ ۱ مدال نقره، ۱ مدال برنز شده‌است.